# Скелі Орест і Пілад
Скелі Орест і Пілад — дві скелі розташовані в  Чорному морі поблизу мису Фіоленту. У більшій скелі знаходиться наскрізний грот, протяжністю близько 15 метрів, через який можна пропливти. Вхід знаходиться на глибині 13 метрів.
Свою назву скелі отримали у зв'язку з одним з найпопулярніших давньогрецьких міфів про дочку Агамемнона — Іфігенію. Мис Фіолент вважається одним з можливих місць локалізації храму Артеміди в якому служила Іфігенія.